# Jean-Siffrein Maury
Jean-Siffrein Maury (Valreás, 26 de junho de 1746 - Roma, 10 de maio de 1817) foi um cardeal do século XVIII e XIX

## Nascimento
Nasceu em Valreás em  26 de junho de 1746. De uma família protestante que abraçou o catolicismo após a revogação do Edito de Nantes. Filho de Jean Jacques Maury, sapateiro que se estabeleceu no Comtat Venaissin , e de Jeanne Guille. Ele tinha três irmãos. Seu primeiro nome também está listado como Giansifrido.

## Educação
Estudou humanidades no Collège de Sainte-Garde d'Avignon (um seminário menor), Vaucluse, a partir de 1759; mais tarde, no Seminário Saint-Charles, Avignon (teologia); e finalmente, no Collège de France , em Paris, a partir de 1765.

## Início da vida
Ele foi para Paris em 1765 como preceptor dos filhos de uma família nobre.

## Sacerdócio
Ordenado em 1769, Sens, pelo Cardeal Paul d'Albert de Luynes, arcebispo de Sens. Distinguiu-se como orador sacro. Vigário geral e oficial da diocese de Lombez, janeiro de 1772. Cônego do capítulo da catedral de Lombez, junho de 1772. Abade commendatario do mosteiro cisterciense de La Frenade, diocese de Saintes, 30 de setembro de 1772. Pela fama de sua eloqüência , foi convidado a pregar na corte francesa em Versalhes na Quaresma 177, 1778 e 1785. Membro da Académie Française , 16 de dezembro de 1784. Prior de Lions-en-Santerre, Picardia, 1786. Nos dias anteriores à Revolução, ele foi um dos conselheiros e secretários do detentor do selo Chrétien Guillaume de Lamoignon de Malesherbes. Eleito pelo clero de Péronne para oÉtats Généraux em abril de 1789. Defendeu a monarquia e a Igreja na Assembleia Nacional; manteve lutas oratórias contra Honoré Gabriel Riqueti, conde de Mirabeau, a quem visitou em seu leito de morte em 23 de março de 1791. Em 1791, publicou a obra Sovranità del Papa sulla Città di Avignone e contado Venaissino . Quando a assembléia foi dissolvida em setembro de 1791, ele deixou a França e foi para Coblence, sede dos exilados franceses, em outubro de 1791; e depois, no mês de dezembro seguinte, a Roma a convite do Papa Pio VI.

## Episcopado
Eleito arcebispo titular de Nicéia, em 24 de abril de 1792. Consagrado, em 1º de maio de 1792, em Roma, pelo cardeal Francesco Saverio de Zelada, secretário de Estado, auxiliado por Charles-François Pisani de la Gaude, bispo de Vence, e por Antoine-Félix Leyris-Desponchez, bispo de Perpignan. Núncio extraordinário na Dieta de Frankfurt para a eleição do sucessor do imperador Leopoldo II e a coroação do imperador Francisco II da Áustria.

## Cardinalado
Criado cardeal sacerdote no consistório de 21 de fevereiro de 1794; recebeu o chapéu vermelho em 27 de fevereiro de 1794; e o título de SS. Trinità al Monte Pincio, 12 de setembro de 1794. Atribuída à SS. CC. dos Bispos e Regulares, Disciplina dos Regulares, Fábrica da Basílica de São Pedro e Visita Apostólica. Protetor de Vitorchiano, província de Viterbo. Transferido para a sé de Montefiascone e Corneto, com título pessoal de arcebispo, em 21 de fevereiro de 1794. Durante os últimos anos do pontificado do Papa Pio VI atuou como agente do conde de Provença, regente da França e posteriormente pretendente aos franceses trono (eventualmente tornando-se Luís XVIII). Quando os franceses invadiram a Itália em fevereiro de 1798, ele deixou os Estados Papais clandestinamente, disfarçado de cocheiro, e foi para Siena; e depois para Veneza. Ele foi convidado para ir para a Rússia, mas nunca foi.conclave de 1799-1800 , celebrado em Veneza, que elegeu o Papa Pio VII; ele era o único cardeal francês presente. O rei Luís XVIII o nomeou, após seu exílio em Mittau, seu embaixador perante o Papa Pio VII O papa pediu-lhe que deixasse Roma em 1801 e fosse para sua sede de Montefiascone a pedido de Napoleão Bonaparte por causa de sua aberta hostilidade contra a negociação da concordata . Em 22 de agosto de 1804, ele escreveu uma carta de felicitações ao futuro imperador Napoleão que marcou seu abandono do campo monárquico e seu movimento em direção ao império. Ele conheceu Napoleão em Gênova em abril de 1805 e se estabeleceu em Paris em junho de 1806; tornou-se cardeal da França a partir de 1º de outubro de 1806 e senador. Reentrou na Académie Françaiseem 22 de outubro de 1806 (foi substituído por Regnaud de Saint-Jean d'Angély em 1803); excluído novamente por decreto real do rei Luís XVIII de 21 de março de 1816. Foi nomeado primeiro capelão do rei Jérôme de Vestfália e, em 17 de fevereiro de 1809, cavaleiro da Légion d'honneur. Ele esteve presente no casamento civil do imperador Napoleão e da arquiduquesa Marie-Louise em abril de 1810 em Paris. Napoleão o nomeou arcebispo de Paris por decreto imperial de 14 de outubro de 1810, sem as bulas papais; O cardeal Joseph Fesch, tio de Napoleão, recusou a oferta; aceitou e tomou posse da sé em 1º de novembro de 1810; um breve do Papa Pio VII, datado de 5 de novembro de 1810 em Savone, proibiu-o de governar a arquidiocese; um segundo escrito de 18 de dezembro de 1810 declarou nulos todos os seus atos administrativos; o cardeal recusou-se a agir e colaborou pessoalmente na prisão, em 1º de janeiro de 1811, de seu vigário geral, Paul-Thérèse-David d'Astros, com acusações que ele mesmo apresentou. O cardeal Maury participou ativamente do Conselho Nacional da Igreja Galicana em 1811; e em 1812 nas negociações com o papa para a assinatura da Concordata de Fontainebleau. Recebeu a grã-cruz da Ordemde la Réunion em 3 de abril de 1813. Em 4 de abril de 1814, ele se associou à resolução do capítulo da catedral de Notre-Dame de Paris em favor da remoção do imperador Napoleão; o mesmo capítulo tirou o poder do cardeal em 9 de abril de 1814. Apesar de um Mémoirede justificação, datado de 12 de maio de 1814, teve que renunciar ao cargo de arcebispo de Paris no dia seguinte, 13 de maio; ele deixou a cidade em 18 de maio para evitar a vingança do rei Luís XVIII, que havia subido ao trono. Ele voltou a Roma e foi intimado para explicar sua conduta; O Papa Pio VII recusou-se a recebê-lo em audiência, proibiu-o de frequentar as congregações cardinalícias e outras funções do Sacro Colégio dos Cardeais e retirou-o da sua diocese, cuja administração tinha sido confiada a Boaventura Gassola, bispo de Cervia, como vigário apostólico . Após a partida do papa para Gênova durante os Cem Dias, 22 de março de 1815, ele foi preso no Castelo de Sant'Angelo pela Giunta provisionale por ter pensado em voltar para a França; uma comissão de dez cardeais(2) foi formado para examinar sua conduta; foi enviado ao noviciado lazarista de S. Silvestro del Quirinale; quando o cardeal secretário de Estado Ercole Consalvi voltou em julho de 1815, ele suspendeu qualquer ação judicial, obteve o perdão do papa e restaurou sua dignidade cardinalícia. Ele renunciou ao governo da sé em 24 de março de 1816. O rei Luís XVIII da França nunca o perdoou. O cardeal passou os últimos anos de sua vida muito isolado.

## Morte
Morreu em Roma em 10 de maio de 1817, de escorbuto; ele foi encontrado morto em sua cama com o rosário nas mãos. O rei Luís XVIII proibiu o enterro de seu corpo em sua igreja titular, SS. Trinità al Monte Pincio, a igreja nacional da França em Roma. O Papa Pio VII ordenou que o cardeal fosse enterrado diante do altar-mor da igreja de S. Maria em Vallicella, Roma, ao lado dos cardeais Cesare Baronio e Domenico Tarugi.